# Росопайник
45°30′ пн. ш. 15°22′ сх. д. / 45.50° пн. ш. 15.36° сх. д.
Росопайник (хорв. Rosopajnik) — населений пункт у Хорватії, в Карловацькій жупанії у складі громади Нетретич.

## Населення
Населення за даними перепису 2011 року становило 20 осіб.
Динаміка чисельності населення поселення: